# Автомагистрали Франции

Карта автомагистралей Франции (по состоянию на 2012 год).

Автомагистра́ли Фра́нции (фр. Autoroutes françaises) — это система скоростных автомобильных дорог, существующая во Франции. Значительная часть автомагистралей во Франции — платная, они строятся, управляются и обслуживаются различными частными компаниями.
По данным Национального института статистики и экономических исследований Франции на 31 декабря 2014 года, общая протяжённость автомобильных дорог в метрополии составляла 1 050 613 км, из них — 9645 км национальных дорог и 11 560 км автомагистралей.
По данным, приведённым газетой Le Figaro, по состоянию на середину 2017 года в стране было уже 11 882 км автомагистралей, из которых 9137 км находились под управлением частных компаний, значительная часть этих магистралей была платная — для взимания платы были организованы 133 пункта въезда-выезда. На автомагистралях Франции было 946 дорожных развязок и 637 зон отдыха.

## История
С массовой автомобилизацией, охватившей многие страны, включая Францию, после окончания Первой мировой войны, возник вопрос строительства автомобильных дорог — более скоростных и безопасных, чем существовали до того. Первые исследования во Франции по данному вопросу начались в 1927 году, когда начались разработки автомагистрали к западу от Парижа. Однако тот первый проект так никогда и не был реализован.
В 1930—1935 годах появляются ещё несколько проектов скоростных автомагистралей: вдоль Лазурного Берега, от Лиона к Женеве, к Монблану и Клермон-Феррану, от Парижа на северо-восток к Лиллю и на юг — к Лиону и Марселю. Однако, все эти проекты остаются на бумаге. В 1936 году начинается строительство первой автомагистрали от пригорода Парижа Сен-Клу до Оржеваля, включая создание 800-метрового тоннеля. Строительство должно завершиться к концу 1940 года, однако отложено из-за начавшейся Второй мировой войны и немецкой оккупации Парижа. В результате строительство возобновляется после освобождения страны, в октябре 1945 магистраль оказывается пущена лишь 9 июня 1946.
Однако, к 1950 годам становится понятно, что у государства нет достаточно средств для финансирования широкомасштабного дорожного строительства. Правые партии выдвигают идею передачи концессий на строительство и эксплуатацию автомагистралей частным компаниям и платности автомагистралей. Однако, левые не соглашаются и требуют бесплатных дорог. Тогдашнему министру транспорта и публичных работ Антуану Пине удаётся с большим трудом добиться принятия закона, согласно которому допускаются частные платные автомагистрали, что позволяет в конечном итоге добиться быстрого развития скоростной дорожной сети.

## Динамика протяжённости автомагистралей
Источник: ASFA

## Общая информация
Во Франции существует 3 основных вида автомобильных дорог: автомагистрали (фр. autoroutes, обозначаются буквой А и следующим за ним числом), национальные дороги (фр. routes nationales или просто nationales, обозначаются буквой N и следующим за ним числом) и департаментальные дороги (фр. routes départementales, обозначаются буквой D и следующим за ним числом). Сейчас многие автомагистрали и некоторые национальные дороги включены в европейскую систему скоростных автомобильных маршрутов и обозначаются дополнительно буквой E и следующим за ним числом (параллельно с французской нумерацией).
Все автомагистрали Франции пронумерованы, кроме того, некоторые из них имеют собственные имена. Основные автомагистрали имеют номер из одной или двух цифр, следующих за буквой A. Прочие автомагистрали (обычно соединительные участки между основными) имеют код из трёх цифр, первые 2 из которых являются кодом основной автомагистрали. Номера от 1 до 16 даны автомагистралям, веером расходящимся от Парижа (кроме A2, A7, A8 и A9). Номера свыше 20 распределены между автомагистралями в зависимости от их географического расположения следующим образом:
- от A21 до A29 — север
- от A30 до A39 — северо-восток
- от A41 до A49 — восток
- от A50 до A57 — юго-восток
- от A61 до A68 — юго-запад
- от A71 до A77 — центр
- от A81 до A89 — запад

Единственными исключениями из этой системы являются автомагистрали A86, которая идёт вокруг Парижа, и A89, которая идёт от Бордо в сторону Лиона.
Автомагистрали являются наиболее современными и скоростными дорогами. Разрешённая скорость на них составляет 130 км/ч для легковых автомобилей (110 км/ч во время дождя) и 90 км/ч для грузовых автомобилей и обществвенного транспорта. В некоторых случаях также действуют иные скоростные ограничения.

## Список основных автомагистралей
| Номер | Евро-маршрут            | Название (при наличии)                                                          | Конечные точки                                                              | км     |        |
| --- | ----------------------- | ------------------------------------------------------------------------------- | --------------------------------------------------------------------------- | ------ | ------ |
| A1 | E15 E17 E19             | Autoroute du Nord                                                               | Париж — Лилль                                                               | 210    | [ 7 ]  |
| A2 | E19                     |                                                                                 | Перонна — Валансьен                                                         | 60     | [ 8 ]  |
| A3 | E15                     |                                                                                 | Париж — Оне-су-Буа                                                          | 13,6   |        |
| A4 | E25 E50                 | Autoroute de l'Est                                                              | Париж — Страсбург                                                           | 480    | [ 9 ]  |
| A5 | E17 E54                 |                                                                                 | Париж — Лангр                                                               | 253    | [ 10 ] |
| A6 | E15 E21 E60             | Autoroute du Soleil                                                             | Париж — Лион                                                                | 455    | [ 11 ] |
| A7 | E15 E80 E714            | Autoroute du Soleil                                                             | Лион — Марсель                                                              | 305    | [ 12 ] |
| A8 | E74 E80                 | La Provençale                                                                   | Экс-ан-Прованс — граница Италии                                             | 225    | [ 13 ] |
| A9 | E15 E80                 | La Languedocienne (Оранж — Нарбонна) La Catalane (Нарбонна — граница)           | Оранж — граница Испании                                                     | 285    | [ 14 ] |
| A10 | E5                      | L’Aquitaine                                                                     | Париж — Бордо                                                               | 567    | [ 15 ] |
| A11 | E50 E501 E60            | L’Océane                                                                        | Париж — Нант                                                                | 347    | [ 16 ] |
| A12 |                         |                                                                                 | Рокенкур — Трапп                                                            | 11     |        |
| A13 | E5 E46                  | Autoroute de Normandie                                                          | Париж — Кан                                                                 | 225    | [ 17 ] |
| A14 |                         |                                                                                 | Париж (внутригородская автомагистраль)                                      | 15,9   |        |
| A15 |                         |                                                                                 | Вильнёв-ла-Гаренн — Сержи-Понтуаз                                           | 31     |        |
| A16 | E40 E401 E402 E44       | L’Européenne                                                                    | Париж — Дюнкерк                                                             | 311    | [ 18 ] |
| A19 | E511                    | L'Éco Autoroute                                                                 | Санс — Куртне                                                               | 131    | [ 19 ] |
| A20 | E9                      | L’Occitane                                                                      | Вьерзон — Монтобан                                                          | 425    | [ 20 ] |
| A21 |                         | La Rocade Minière                                                               | Экс-Нулетт — Души-ле-Мин                                                    | 57     |        |
| A22 | E17                     |                                                                                 | Вильнёв-д’Аск — граница Бельгии                                             | 20     |        |
| A23 |                         |                                                                                 | Лилль — Валансьен                                                           | 50     | [ 21 ] |
| A25 | E42                     |                                                                                 | Лилль — Дюнкерк                                                             | 60     | [ 22 ] |
| A26 | E15 E17 E50             | Autoroute des Anglais                                                           | Кале — Труа                                                                 | 405    | [ 23 ] |
| A27 | E42                     |                                                                                 | Вильнёв-д’Аск — граница Бельгии                                             | 16     |        |
| A28 | E44 E402 E502           |                                                                                 | Тур — Руан — Аббевилль                                                      | 387    | [ 24 ] |
| A29 | E44 E402                |                                                                                 | Гавр — Сен-Кантен                                                           | 268    | [ 25 ] |
| A30 | E411                    | Autoroute de la vallée de la Fensch                                             | Юканж — Омец                                                                | 40     |        |
| A31 | E17 E21 E23 E25 E54 E60 | Autoroute de Lorraine-Bourgogne                                                 | Люксембург — Нанси — Бон                                                    | 350    | [ 26 ] |
| A33 | E23                     |                                                                                 | Нанси — Люневиль                                                            | 27     |        |
| A34 | E46                     | Autoroute des Ardennes                                                          | Реймс — Шарлевиль-Мезьер                                                    | 75     |        |
| A35 | E25 E60                 | Autoroute des Cigognes                                                          | Страсбург — Мюлуз                                                           | 180    | [ 27 ] |
| A36 | E54 E60                 | La Comtoise                                                                     | Бон — Мюлуз                                                                 | 235    | [ 28 ] |
| A38 |                         | La Bourguignonne                                                                | Пуйи-ан-Осуа — Дижон                                                        | 42     |        |
| A39 |                         | Autoroute Verte                                                                 | Дижон — Бурк-ан-Брес                                                        | 150    | [ 29 ] |
| A40 | E21 E25 E62             | Autoroute des Titans (Макон — Бельгард-сюр-Вальсерин) далее — Autoroute Blanche | Макон — Монбланский тоннель                                                 | 208    | [ 30 ] |
| A41 | E70 E712                | Autoroute des Alpes                                                             | Гренобль — Женева                                                           | 131    | [ 31 ] |
| A42 | E61 E611                | Autoroute de la Vallée du Rhône                                                 | Лион — Пон-д’Эн                                                             | 53     | [ 32 ] |
| A43 | E70                     | Autoroute de la Maurienne                                                       | Лион — Шамбери — Тоннель Фрежю                                              | 185    | [ 33 ] |
| A46 | E15 E70                 | La Lyonnaise                                                                    | Объездная дорога вокруг Лиона                                               | 62     | [ 34 ] |
| A47 | E70                     | L'urbaine                                                                       | Живор — Сент-Этьен                                                          | 29     | [ 35 ] |
| A48 | E711                    |                                                                                 | Бургуин-Жалльё — Гренобль                                                   | 51     |        |
| A49 | E713                    |                                                                                 | Муаран — Роман-сюр-Изер                                                     | 70,5   |        |
| A50 |                         | Autoroute Est de Marseille                                                      | Марсель — Тулон                                                             | 64     |        |
| A51 | E712                    | Autoroute du val de Durance                                                     | Состоит из двух не связанных участков: Марсель — Гап и Гренобль — хребет Фо | 146+26 | [ 36 ] |
| A52 |                         |                                                                                 | Фюво — Обань                                                                | 26     |        |
| A54 | E80 E714                | La Camarguaise                                                                  | Ним — Салон-де-Прованс                                                      | 49     |        |
| A55 |                         | Autoroute du Littoral                                                           | Марсель — Мартиг                                                            | 40     | [ 37 ] |
| A57 |                         | La Toulonnaise                                                                  | Тулон — Ле-Канне-де-Мор                                                     | 55     | [ 38 ] |
| A61 | E80                     | Autoroute des Deux Mers                                                         | Тулуза — Нарбонна                                                           | 150    | [ 39 ] |
| A62 | E72                     | Autoroute des Deux Mers                                                         | Бордо — Тулуза                                                              | 234    | [ 40 ] |
| A63 | E5 E70 E80              | Autoroute de la Côte Basque                                                     | Бордо — граница Испании                                                     | 206    | [ 41 ] |
| A64 | E80                     | La Pyrénéenne                                                                   | Байонна — Тулуза                                                            | 277    | [ 42 ] |
| A65 | E7                      | Autoroute de Gascogne                                                           | Лангон — По                                                                 | 150    |        |
| A66 |                         | L'Ariégeoise                                                                    | Тулуза — Памье                                                              | 38     | [ 43 ] |
| A68 |                         | L'autoroute du pastel                                                           | Тулуза — Альби                                                              | 62     | [ 44 ] |
| A71 | E9 E11                  | L’Arverne                                                                       | Орлеан — Клермон-Ферран                                                     | 290    | [ 45 ] |
| A72 | E70                     | L'autoroute de la Loire                                                         | Сент-Этьен — Бальбиньи                                                      | 55     |        |
| A75 | E11                     | La Méridienne                                                                   | Клермон-Ферран — Пезенас                                                    | 335    | [ 46 ] |
| A77 |                         | Autoroute de l’Arbre                                                            | Дордив — Невер                                                              | 161    | [ 47 ] |
| A81 |                         | L'Armoricaine                                                                   | Ле-Ман — Ренн                                                               | 93     | [ 48 ] |
| A82 |                         | La Bretonne                                                                     | Нант — Сотрон                                                               | 4,5    |        |
| A83 | E03                     | Autoroute des Estuaires                                                         | Нант — Ниор                                                                 | 152    | [ 49 ] |
| A84 |                         | Autoroute des Estuaires                                                         | Ренн — Кан                                                                  | 170    | [ 50 ] |
| A85 | E60 E604                |                                                                                 | Анжер — Тур — Вьерзон                                                       | 206    | [ 51 ] |
| A86 |                         | Le Superpériphérique                                                            | Кольцевая автомагистраль вокруг Парижа                                      | 79     |        |
| A87 |                         | Autoroute de Vendée                                                             | Анжер — Ла-Рош-сюр-Йон                                                      | 129    | [ 52 ] |
| A88 |                         |                                                                                 | Кан — Се                                                                    | 80     |        |
| A89 | E70                     | La Transeuropéenne                                                              | Бордо — Клермон-Ферран — Лион                                               | 487    | [ 53 ] |
| Обобщающий источник: Карта, подготовленная министерством экологии, устойчивого развития и энергетики Франции. |                         |                                                                                 |                                                                             |        |        |

## Фотогалерея

Автомагистрали Франции
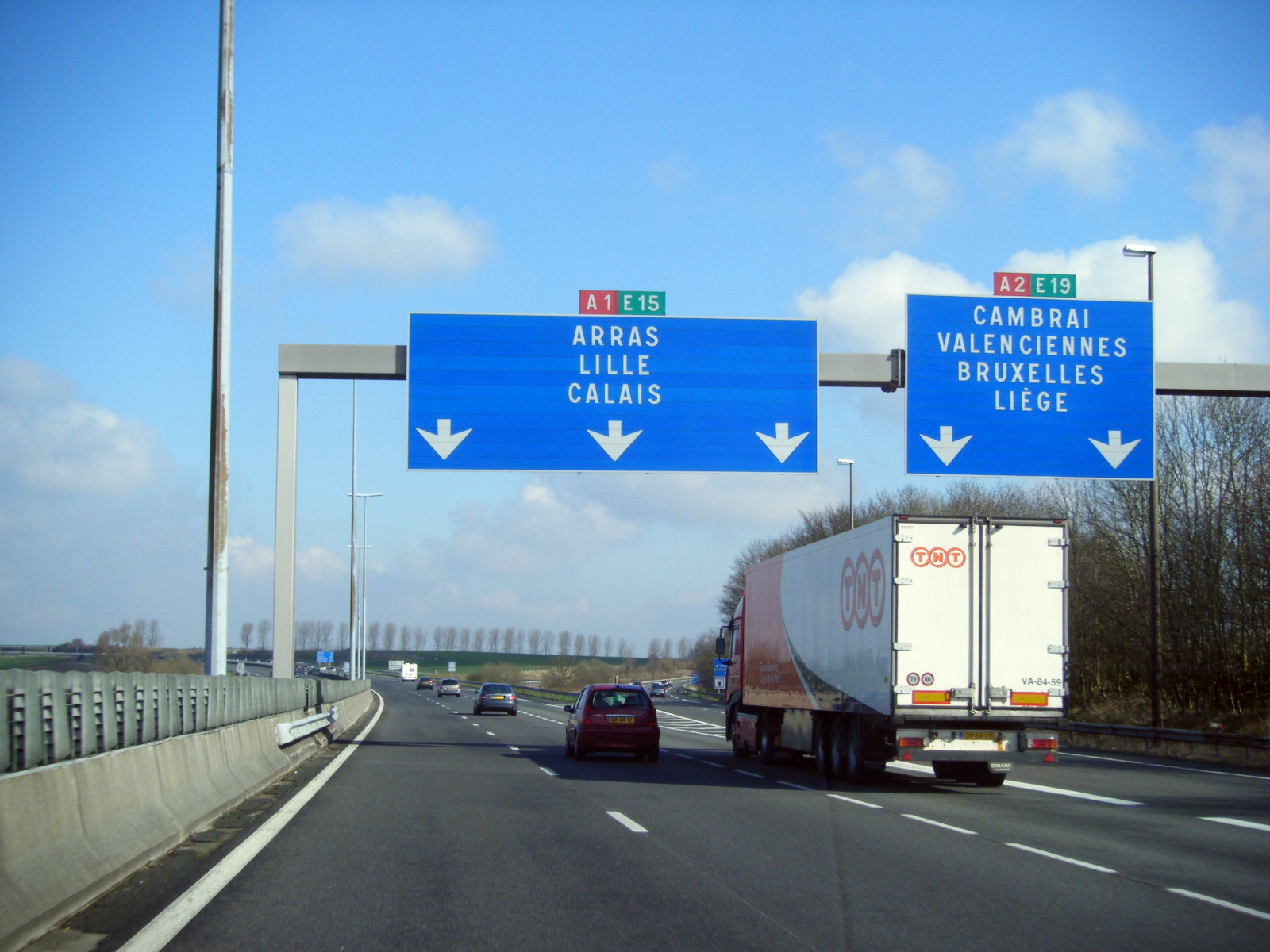
Дорожные указатели на A1
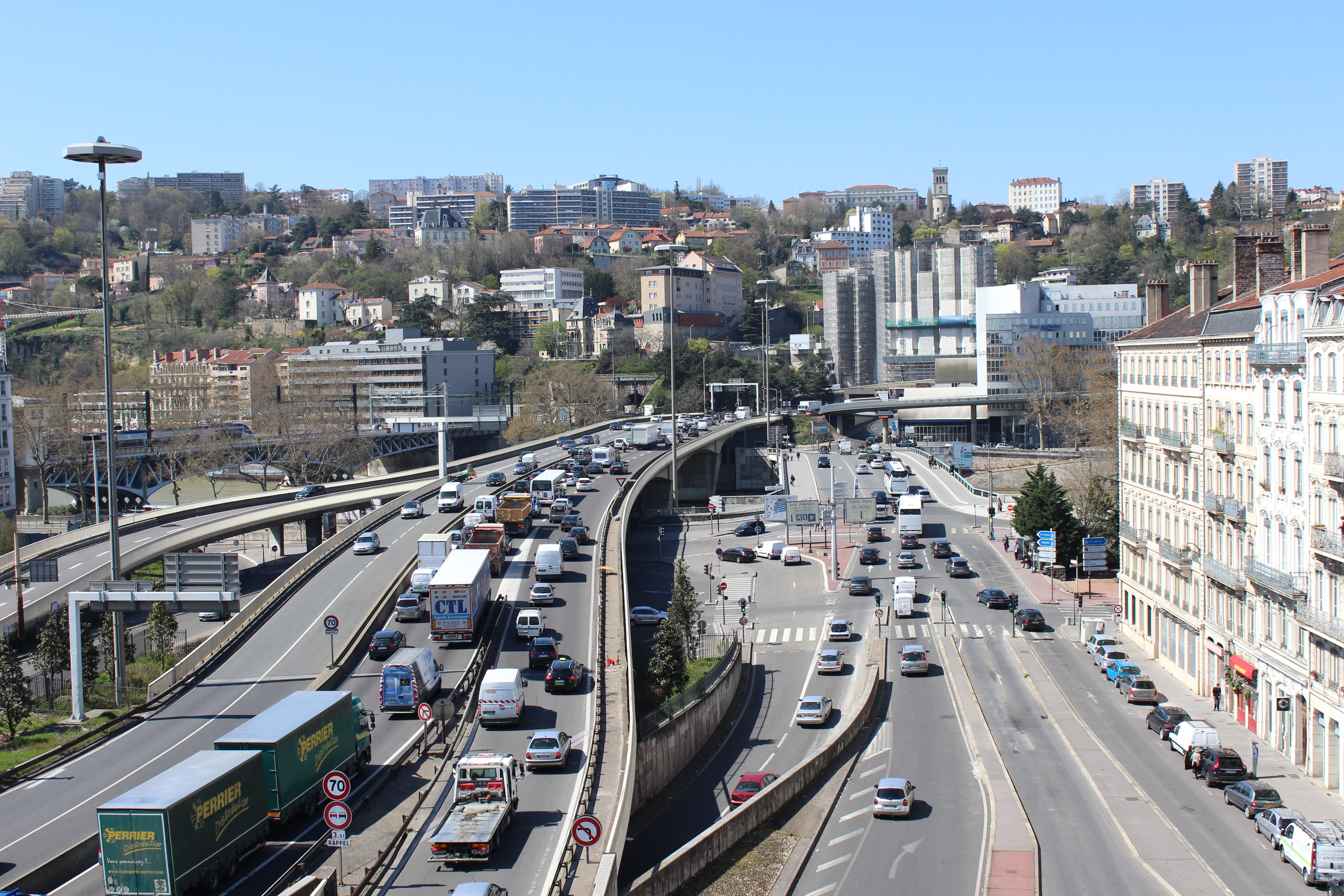
A6 в центре Лиона
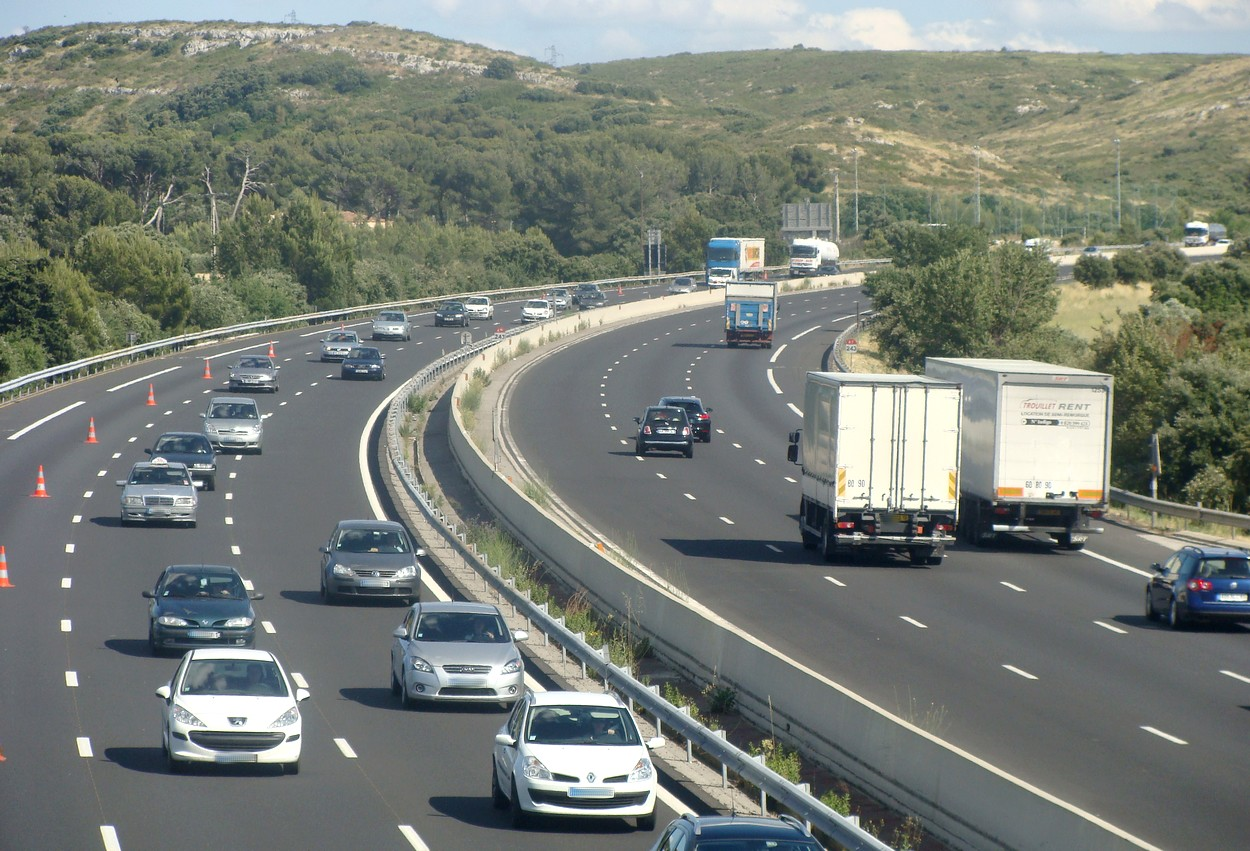
A7 вблизи Лансон-Прованса
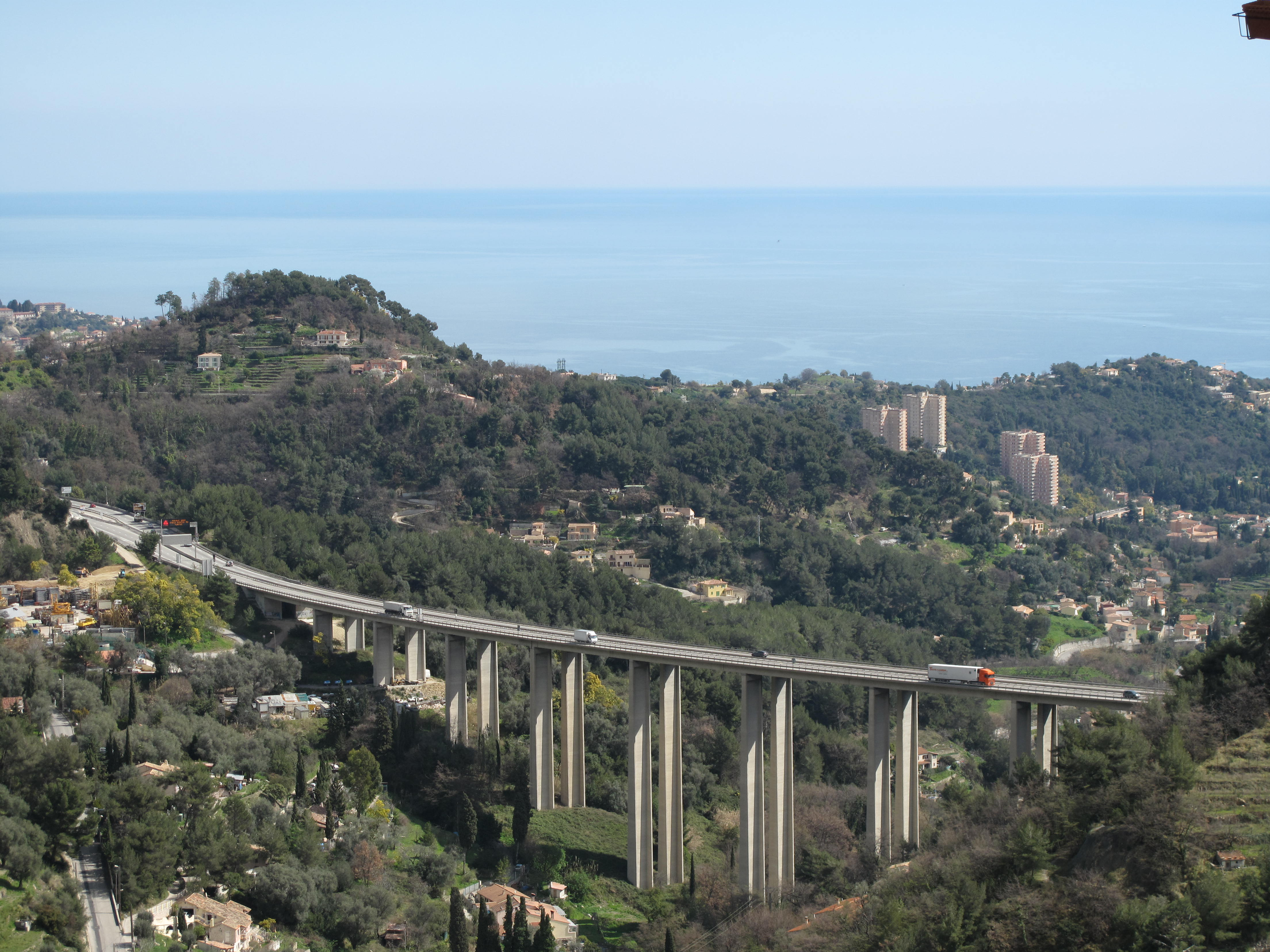
Мост на A8 через реку Горбио в Провансе
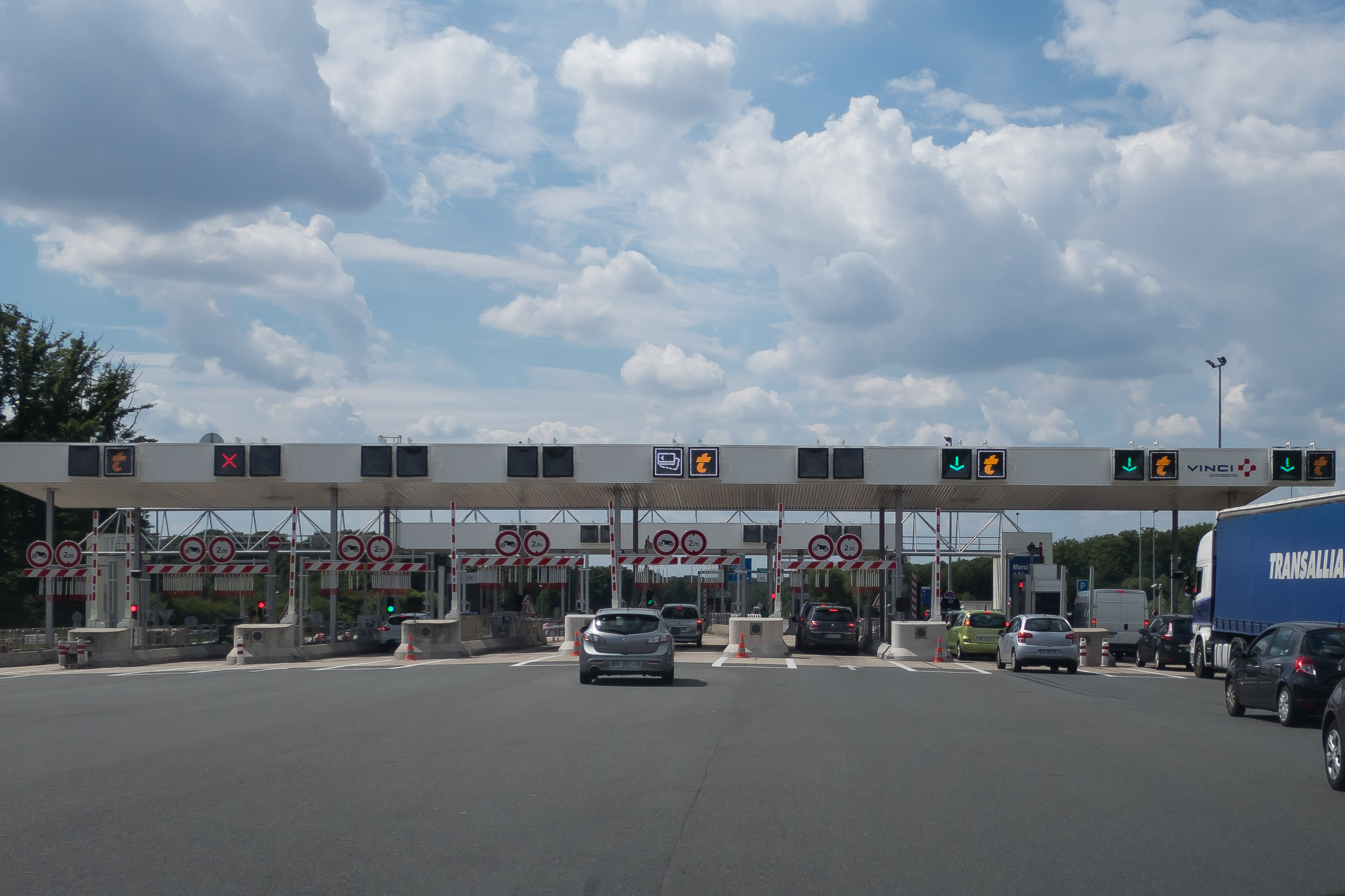
Пункт взимания платы на A20
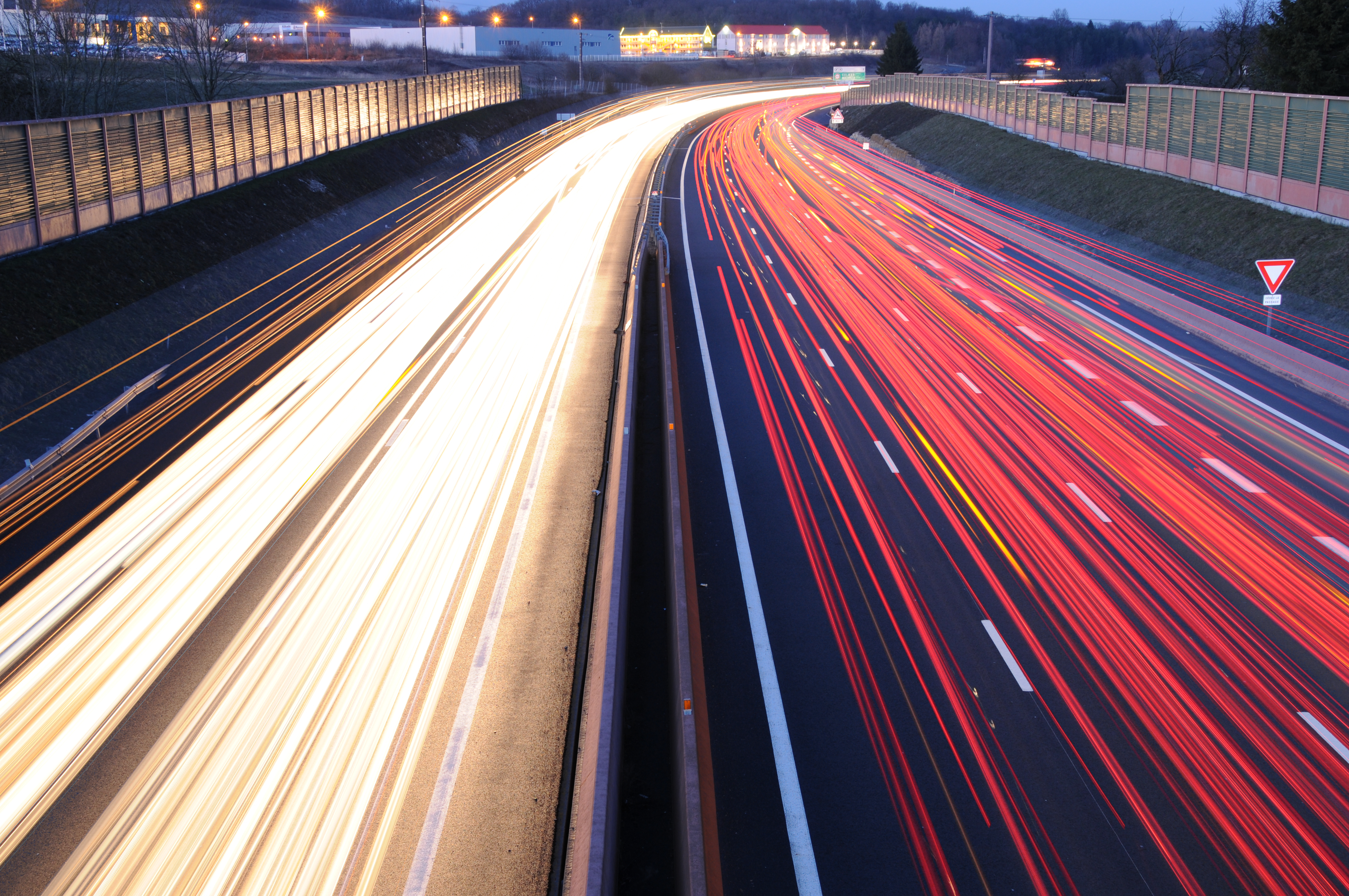
A36 ночью
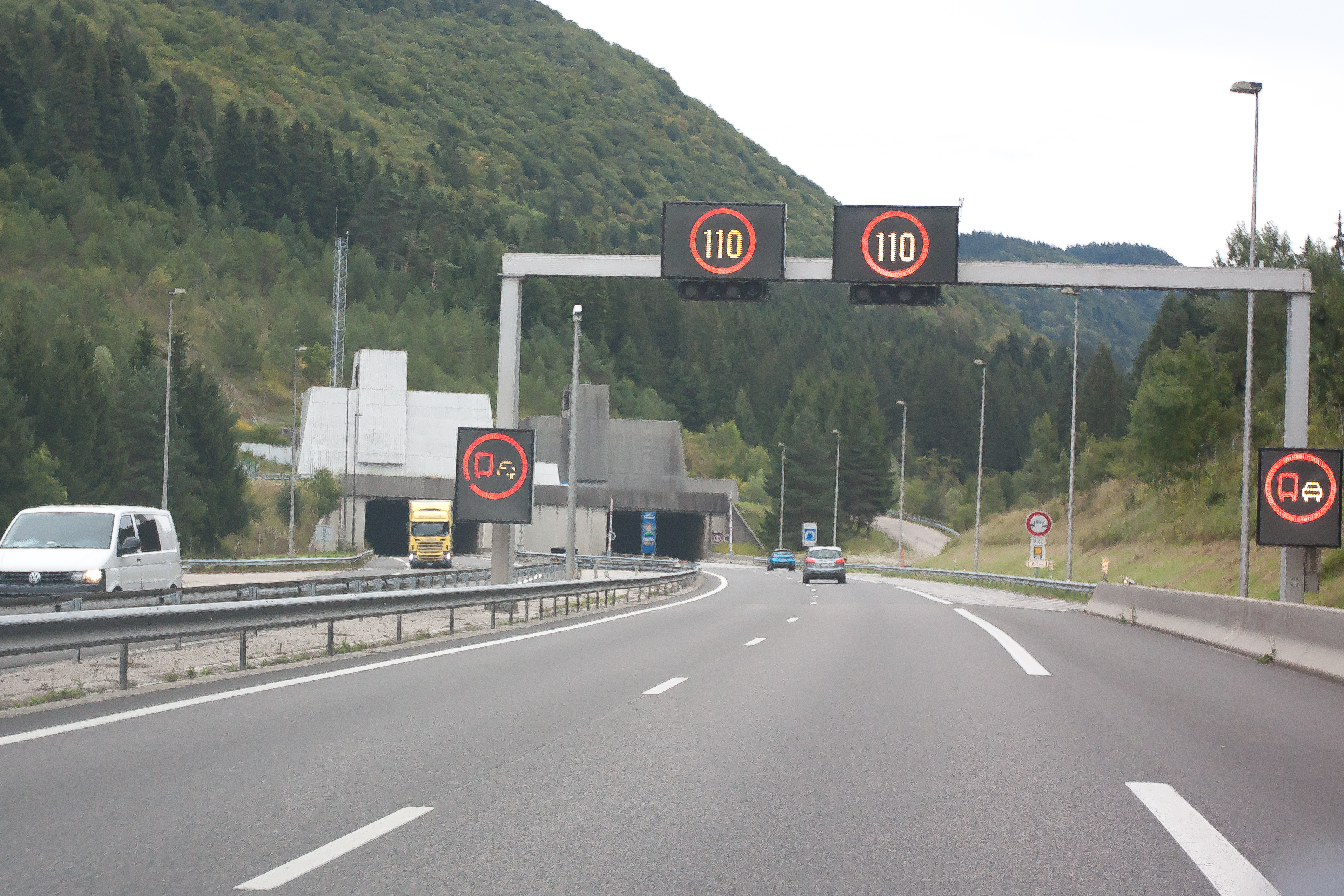
Ограничение скорости на A40
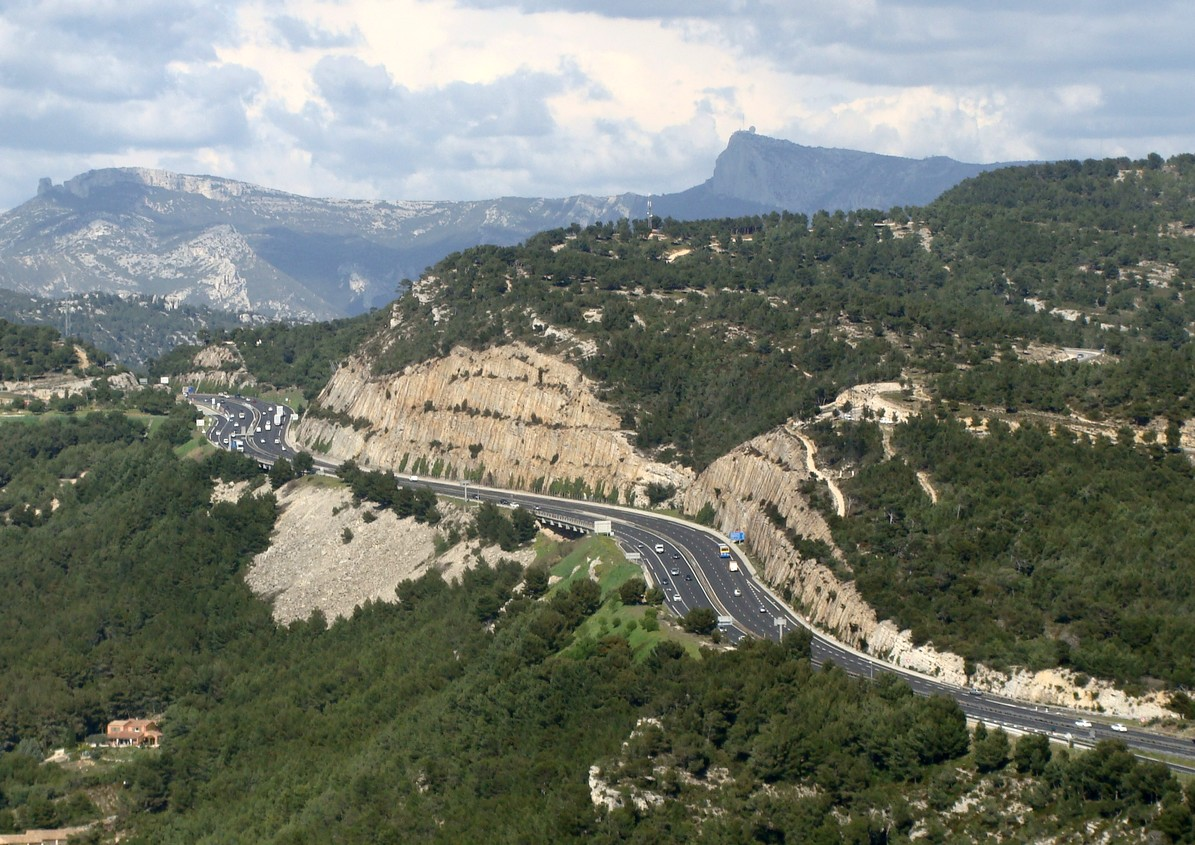
A50 в горах Сент-Бом
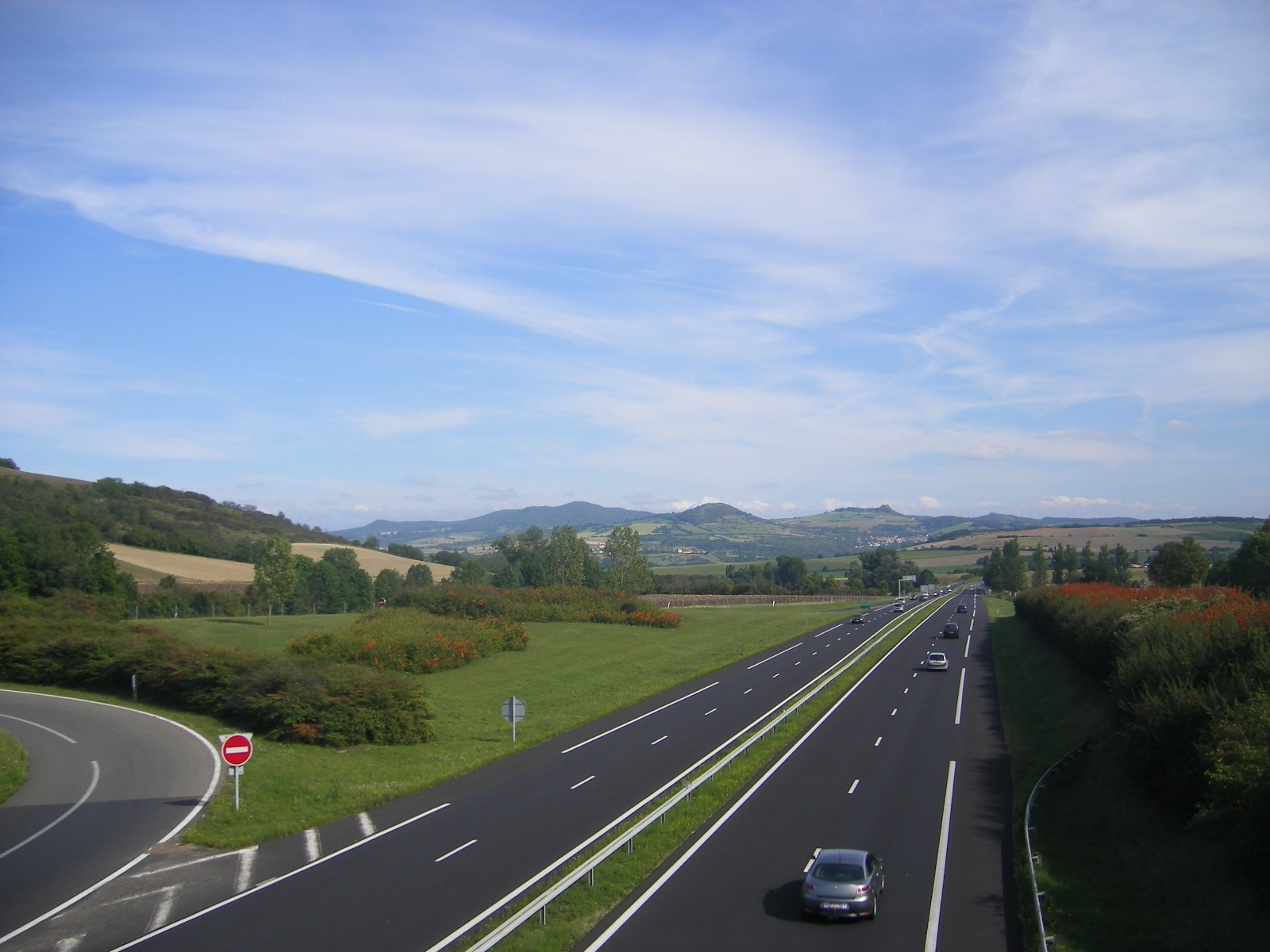
Автомагистраль A75
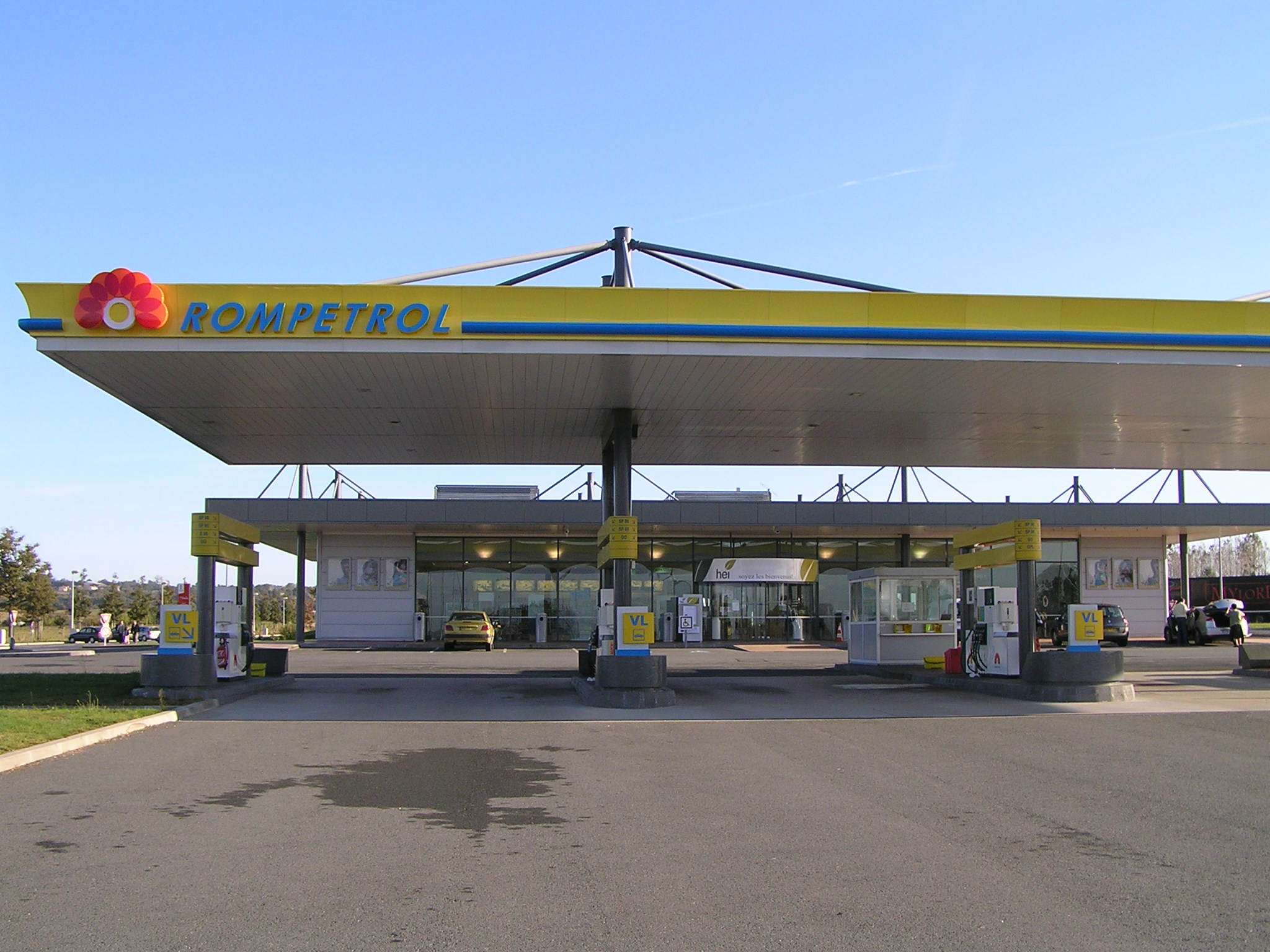
Заправка на A83
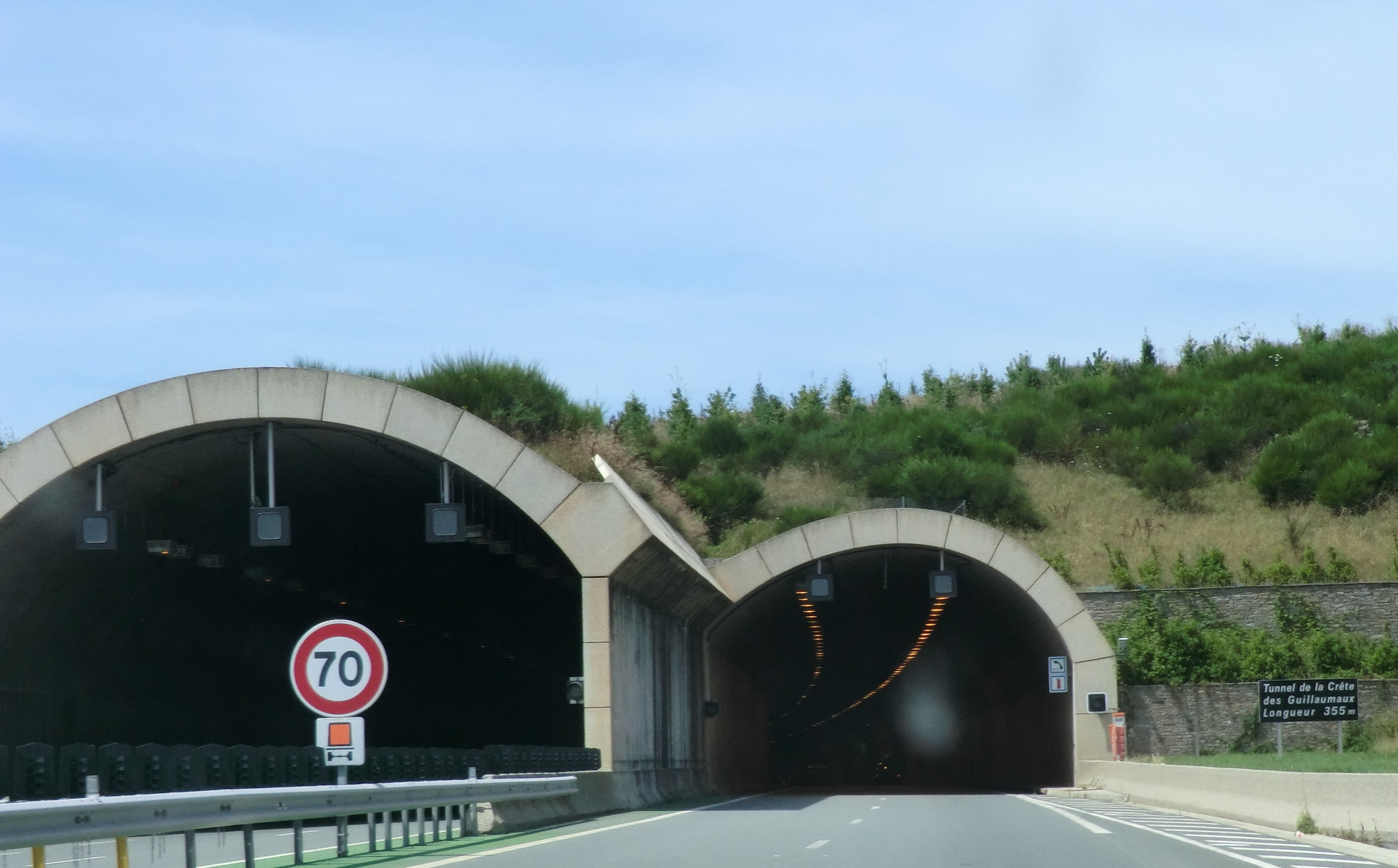
Тоннель на A89
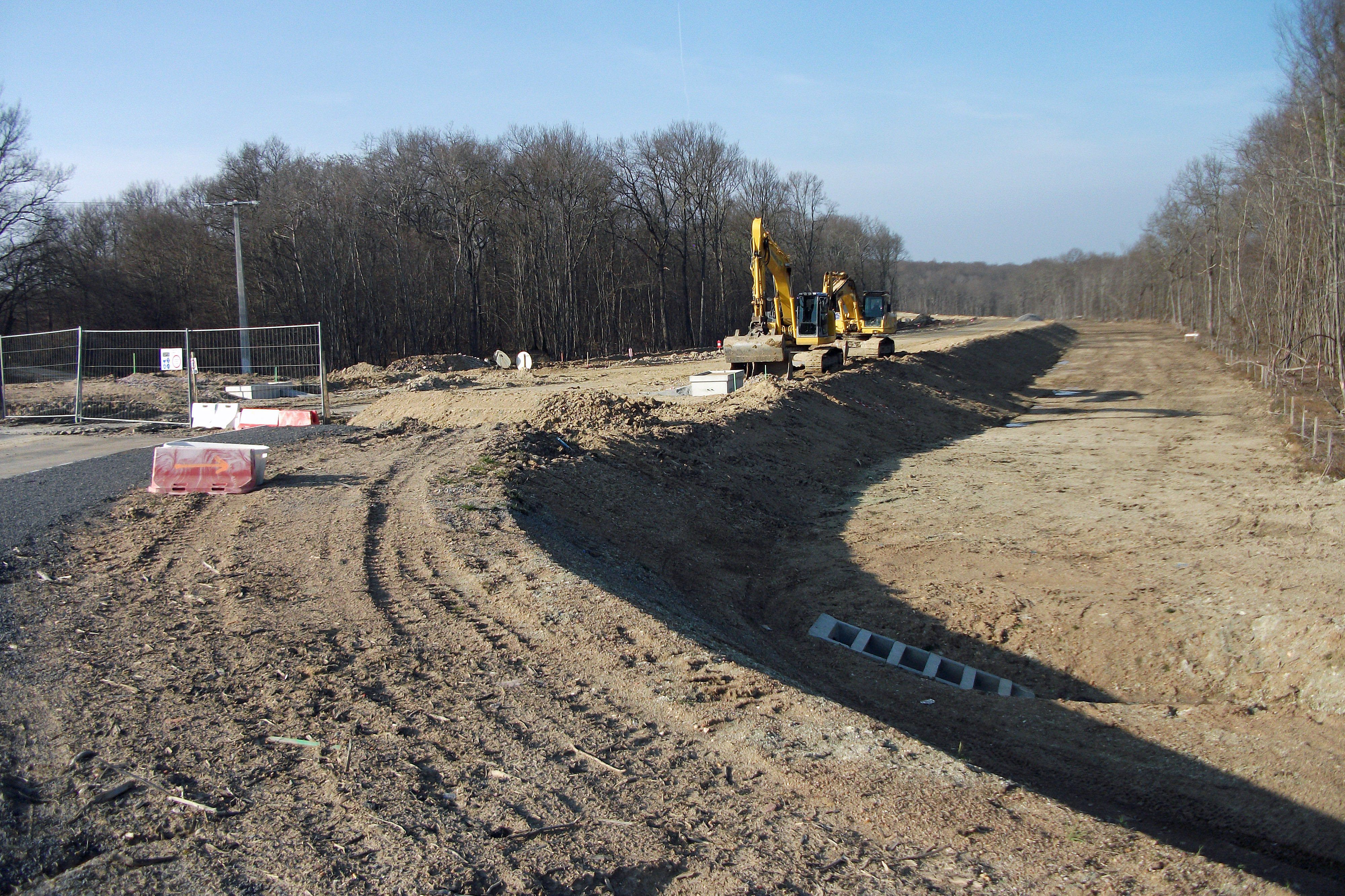
Строительство новой автомагистрали